# Fayetteville (Carolina do Norte)
Fayetteville é uma cidade localizada no estado americano da Carolina do Norte, no condado de Cumberland, do qual é sede. Foi fundada em 1783 e incorporada em 1893. Seu nome é uma homenagem a Gilbert du Motier, Marquês de La Fayette.

## Geografia
De acordo com o United States Census Bureau, a cidade tem uma área de 389 km², dos quais 384 km² estão cobertos por terra e 5 km² por água.

## Demografia
Segundo o censo nacional de 2010, a sua população é de 200 782 habitantes e sua densidade populacional é de 517 hab/km².

## Marcos históricos
A relação a seguir lista as 58 entradas do Registro Nacional de Lugares Históricos em Fayetteville. O primeiro marco foi designado em 15 de setembro de 1970 e o mais recente em 13 de maio de 2015. Aqueles marcados com ‡ também são um Marco Histórico Nacional.
- Atlantic Coast Line Railroad Station
- Barge's Tavern
- Belden-Horne House
- Brownlea
- Camp Ground Methodist Church
- Cape Fear and Yadkin Valley Railway Passenger Depot
- Carolina Theater
- Confederate Breastworks
- Cool Spring Place
- Cross Creek Cemetery Number One
- Cumberland County Courthouse
- Dr. Ezekiel Ezra Smith House
- Dr. William C. Verdery House
- Edgar Allan Poe House
- Evans Metropolitan AME Zion Church
- Fayetteville Downtown Historic District
- Fayetteville Ice and Manufacturing Company:Plant and Engineer's House
- Fayetteville Mutual Insurance Company Building
- Fayetteville Veterans Administration Hospital Historic District
- Fayetteville Women's Club and Oval Ballroom
- First Baptist Church
- First Presbyterian Church
- Frank H. Stedman House
- Gully Mill
- Hangars 4 and 5, Pope Air Force Base
- Hay Street Methodist Church
- Haymount Historic District
- Henry McLean House
- Holt-Harrison House
- John A. Oates House
- John Davis House
- John E. Patterson House
- Kyle House
- Liberty Row
- Long Street Church
- M & O Chevrolet Company
- Mansard Roof House
- Market House‡
- Market House Square District
- Massey Hill High School
- McCall House
- Nimocks House
- North Carolina Arsenal Site
- Orange Street School
- Phoenix Masonic Lodge No. 8
- Pope Air Force Base Historic District
- Prince Charles Hotel
- Robert Strange Country House
- Sedberry-Holmes House
- Seventy-First Consolidated School
- St. John's Episcopal Church
- St. Joseph's Episcopal Church
- Taylor-Utley House
- The Capitol
- U.S. Post Office
- Waddill's Store
- Westlawn
- William McDiarmid House